# Лене Гау
Лене Вестергаард Гау (данською: [ˈle̝ːnə ˈvestɐˌkɒˀ ˈhɑw]; нар.. 13 листопада 1959, Вайле, Данія) — данська фізикиня й освітянка, професор фізики Маллінкродта та прикладної фізики Гарвардського університету. Першою повністю сповільнила світло, використовуючи конденсацію Бозе-Ейнштейна (2001). Журнал Discover у 2002 році визнав Лене Гау однією з 50 найважливіших жінок у науці.
На додаток до викладання фізики та прикладної фізики у закладі вищої освіти, Гау викладала енергетику в Гарварді, в тому числі аспекти використання можливостей фотоелектричної кераміки, ядерної енергетики, електричних батарей та фотосинтезу. Окрім експериментів і досліджень, часто виступає на міжнародних конференціях, бере участь у структуруванні наукової політики різних установ. Була основною доповідачкою на EliteForsk-konferencen 2013 («Елітна дослідницька конференція») у Копенгагені, в якій взяли участь міністри уряду Данії, а також старші розробники наукової політики та досліджень Данії.

## Ранні роки та освіта
Лене Гау народилася 1959 року у Вайле в Данії. Здобула ступінь бакалавра математики в 1984 році в Орхуському університеті в Данії у 24-річному віці. Гау продовжила навчання там, отримавши через два роки освітній ступінь магістра фізики.
Під час свого докторського дослідження з квантової механіки Лене Гау працювала над ідеями, подібними до тих, що стосуються оптоволоконних кабелів, що несуть світло, але її наукові дослідження включали ряди атомів у кристалі кремнію, що несуть електрони. Працюючи над докторською дисертацією, Гау провела сім місяців у CERN, Європейській лабораторії фізики елементарних частинок поблизу Женеви. Вона здобула освітньо-науковий ступінь доктора філософії в Орхуському університеті в 1991 році у 32-річному віці, але на той час змінила напрямок наукових інтересів.

## Кар'єра
У 1991 році Лене Гау приєдналася до Наукового інституту Роуленда в Кембриджі, штат Массачусетс (США) як наукова співробітниця, починаючи досліджувати можливості повільного світла та холодних атомів. У 1999 році у 40-річному віці Гау погодилася на дворічне постдокторське дослідження в Гарвардському університеті. Її наукова діяльність полягала в дослідженні принципів теоретичної фізики, утім її науковий інтерес змістився до проведення експериментальних досліджень для створення нової форми матерії, відомої як конденсація Бозе-Ейнштейна. «Гау подала заявку до Національного наукового фонду на отримання гранту для досягнення такої конденсації, але їй було відмовлено на тій підставі, що вчена була теоретикинею, для якої такі експерименти були б надто важкими». Не злякавшись, Лене Гау отримала альтернативне фінансування і стала однією з перших фізиків, які досягли емпірично такої конденсації. У вересні 1999 року Гау була призначена професором прикладної фізики імені Гордона Маккея та професором фізики в Гарварді.
Науковиця також отримала посаду в 1999 році, і зараз працює професором фізики та прикладної фізики Маллінкродта в Гарварді. 
У 2001 році Лене Гау стала першою людиною, яка повністю сповільнила світло, використовуючи для цього конденсацію Бозе-Ейнштейна. Відтоді вона провела численні дослідження та значну експериментальну роботу в електромагнітно індукованій прозорості, різних областях квантової механіки, фотоніки та здійснила значний внесок у розробку нових квантових пристроїв і нових наноскопічних застосувань.
У 1999 році очолила групу науковців Гарвардського університету, яким за допомогою конденсації Бозе-Ейнштейна вдалося сповільнити промінь світла приблизно до 17 метрів за секунду, а в 2001 році вдалося повністю зупинити промінь світла. Пізніші наукові дослідження на основі цих експериментів привели до передачі світла в матерію, а потім з матерії назад до світла. Цей процес має важливі наслідки для квантового розповсюдження ключа та квантових обчислень. Згодом Гау з іншими вченими займалася дослідженнями нових взаємодій між ультрахолодними атомами та системами наноскопічного масштабу. 

## Передача кубіта
Лене Гау та її колеги з Гарвардського університету «продемонстрували чудовий контроль над світлом і матерією в кількох експериментах, але її експериментальні дослідження із двома явищами Бозе-конденсації є одним із найпереконливіших». У 2006 році вони успішно перевели кубіт зі світла в хвилю матерії і назад у світло, знову використовуючи конденсацію Бозе-Ейнштейна. Результати експерименту було опубліковано в числі наукового журналу Nature від 8 лютого 2007 року. Експеримент спирається на те, що, згідно з принципами квантової механіки, атоми можуть поводитися як хвилі, так і як частинки. Це дозволяє атомам робити деякі протиінтуїтивні дії, наприклад, проходити крізь два отвори одночасно. Під час конденсації Бозе-Ейнштейна світловий імпульс стискається в 50 мільйонів разів, не втрачаючи жодної інформації, що зберігається в ньому. Під час цієї конденсації Бозе-Ейнштейна інформація, закодована в світловому імпульсі, може бути передана атомним хвилям. Оскільки всі атоми рухаються узгоджено, інформація не розчиняється у випадковому шумі. Світло керує деякими хмарами приблизно 1,8 мільйони атомів натрію, щоб увійти в стани «квантової суперпозиції» з компонентом з нижчою енергією, який залишається на місці, і компонентом з вищою енергією, який рухається між двома  хмарами. Потім другий «керуючий» лазер записує форму імпульсу в хвилі атома. Коли цей контрольний промінь вимикається і світловий імпульс зникає, «матеріальна копія» залишається. До цього дослідники не могли легко контролювати оптичну інформацію під час її подорожі, за винятком посилення сигналу, щоб уникнути згасання. Цей експеримент Гау та її колег ознаменував першу успішну маніпуляцію когерентною оптичною інформацією. Нове дослідження є «прекрасною демонстрацією», каже Ірина Новікова, фізикиня з Коледжу Вільяма і Мері у Вільямсбурзі, штат Вірджинія в США. До цього результату, каже вона, зберігання світла вимірювалося в мілісекундах. «Ось це частки секунди. Це справді драматичний час».
Про його потенціал сама Лена Гау зазначила: «Поки речовина подорожує між двома конденсаціями Бозе-Ейнштейна, ми можемо призупинити її, можливо, на кілька хвилин, і переформувати — змінити — будь-яким способом, яким забажаємо. Ця нова форма квантового контролю також може мати застосування в областях квантової обробки інформації та квантової криптографії, що зараз швидко розвиваються». Щодо наслідків для розвитку: «Це досягнення з обміну квантовою інформацією під час призупинення світла і не лише в одній, а в двох атомних формах, відкриває великі перспективи для тих, хто сподівається розробити квантові комп'ютери», — відзначив Джеремі Блоксем, декан наукового мистецтв і наук.
За такі наукові досягнення Гау була нагороджена премією Джорджа Ледлі. Під час вручення нагороди проректор Гарвардського університету Стівен Гайман зазначив, що «її наукова діяльність є новаторською. Її дослідження стирає межі між фундаментальною та прикладною наукою, спирається на таланти та людей двох шкіл і кількох факультетів, а, найголовніше, дає буквально яскравий приклад того, як прийняття сміливих інтелектуальних ризиків призводить до значних наукових досягнень».

## Холодні атоми та нанорозмірні системи

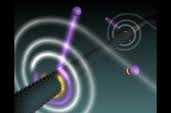
Захоплений атом розривається на частини, коли його електрон засмоктується в нанотрубку

У 2009 році Лена Гау та представники її наукової лабораторії з допомогою лазера охолодили хмари з мільйона атомів рубідію лише на частку градуса вище абсолютного нуля. Потім вони запустили атомну хмару довжиною міліметр до підвішеної вуглецевої нанотрубки, розташованої на відстані приблизно двох сантиметрів і зарядженої до сотень вольт. Результати були опубліковані в 2010 році, сповіщаючи про новий прорив під час взаємодії між холодними атомами та нанорозмірними системами. Науковці помітили, що більшість атомів пройшли повз, але приблизно 10 атомів на мільйон неминуче притягалися, змушуючи їх різко прискорюватися як у швидкості, так і в температурі. «У цей момент швидкісні атоми поділяються на електрони та іони, які обертаються паралельно навколо нанодротин, завершуючи кожну орбіту лише за кілька трильйонних часток секунди. Зрештою електрон засмоктується в нанотрубку за допомогою квантового тунелювання, змушуючи його іон-супутник вилітати — відштовхуваний сильним зарядом 300-вольтової нанотрубки — зі швидкістю приблизно 26 кілометрів на секунду, або 59 тисяч миль на годину». Атоми можуть швидко розпадатися, не стикаючись один з одним у цьому експерименті. Команда швидко помітила, що цей ефект спричинений не силою тяжіння, як розраховано в чорних дірах, які існують у космосі, а високим електричним зарядом у нанотрубці. Експеримент поєднує нанотехнології з холодними атомами, що демонструє новий тип одноатомного детектора високої роздільної здатності, інтегрованого в чіп, який, зрештою, зможе розрізняти смуги від інтерференції хвиль речовини. Вчені також передбачають низку одноатомних фундаментальних досліджень, які стали можливими завдяки таким успішним результатам.

## Нагороди та визнання
- Медаль Дірака та звання Найкращого викладача Університету Нового Південного Уельсу 2019 року (2019).
- Лекція пам'яті Лізи Майтнер (2018).
- Почесна випускниця 2011 року — Орхуський університет[22].
- Нагорода Фонду Carlsberg Research Award[23] від Данської королівської академії наук[24] 6 жовтня 2011 року. Приз 1 мільйон данських крон (близько 150 000 доларів США) було надано у зв'язку з 200-ю річницею данського підприємця та мецената Якоба Християна Якобсена, засновника пивоварних заводів Carlsberg та Фонду Carlsberg.
- Нагороджена премією HC Ørsted Lectureship 2010 року[25].
- Нагороджена «World Dane 2010» від Глобальної мережі данчан у всьому світі в номінації «Årets Verdensdansker» («Найкращий данчанин року в світі»), тому що, за даними «Danes Worldwide», «рішуче й наполегливо прославляла Данію у світі».[26]
- Міністерством оборони Сполучених Штатів Америки обрана стипендіаткою факультету науки та техніки національної безпеки, 25 січня 2010 року.[27]
- Почесне призначення до складу Данської королівської академії наук[28].
- Членкиня Американської асоціації сприяння розвитку науки (AAAS), 7 грудня 2009 року[29].
- Членкиня Американська академія мистецтв і наук, 20 квітня 2009 року.[30]
- Іноземна членкиня Шведської королівської академії наук у 2008 році[31].
- Прочитала лекцію про капітальні науки в Інституті науки Карнегі в США в 2008 році[32].
- Нагорода Рігмора та Карла Холст-Кнудсена за наукові дослідження[33].
- Премія Джорджа Ледлі у вересні 2008 року.[34].
- Меморіальна нагорода Ріхтмаєра, Американська асоціація вчителів фізики 2004 року[35].
- Прочитала лекцію про повільне світло для Annals of Improbable Research (AIR) 2003 року[36].
- Прочитала меморіальну лекцію Леона Пейпа, 2003 року.
- « Genius Grant» — стипендіатка Мар-Атура 2001—2006 років
- Нагорода NKT, Данське фізичне товариство з 2001 року[37].
- Медаль Оле Ромера, президента Данської дослідницької ради з природничих наук, 2001 року.[38]
- Почесний ступінь, Æreshåndværker Kjøbenhavns Håndværkerforening, у присутності Її Величності Королеви Данії Маргрете II, Копенгаген, 2001 року[39]
- Премія Семюеля Фрідмана Rescue Award, присуджена Фондом Семюеля Фрідмана, Каліфорнійський університет у Лос-Анджелесі, 2001 року[40].
- Одержувачка нагороди року 2000 року від Top Danmark Foundation,[41] Копенгаген.
- Стипендія Carlsberg, яка дозволила їй протягом року займатися дослідженнями, від Фонду Carlsberg, Данія, 1988[12]
- Одержувачка наукової стипендії, 1986—1989 року, від факультету наук Орхуського університету, Данія.[42].

## Публікації
- Lene Vestergaard Hau, Manipulating Light[43] Unit 7 of the Annenberg Foundation's «Physics for the 21st Century»
- Anne Goodsell, Trygve Ristroph, J. A. Golovchenko, and Lene Vestergaard Hau, Field ionization of cold atoms near the wall of a single carbon nanotube[19] (2010)
- Rui Zhang, Sean R. Garner, and Lene Vestergaard Hau, Creation of long-term coherent optical memory via controlled nonlinear interactions in Bose–Einstein condensates[44] (2009)
- Naomi S. Ginsberg, Sean R. Garner, and Lene Vestergaard Hau, Coherent control of optical information with matter wave dynamics[45] (2007).
- Naomi S. Ginsberg, Joachim Brand, Lene Vestergaard Hau, Observation of Hybrid Soliton Vortex-Ring Structures in Bose–Einstein Condensates[46] (2005).
- Chien Liu, Zachary Dutton, Cyrus H. Behroozi, Lene Vestergaard Hau, Observation of coherent optical information storage in an atomic medium using halted light pulses[47]
- Lene Vestergaard Hau, S. E. Harris, Zachary Dutton, Cyrus H. Behroozi, Light speed reduction to 17 metres per second in an ultracold atomic gas[48]